# Chrypalicze
Chrypalicze (ukr. Хрипаличі) – wieś na Ukrainie na terenie rejonu włodzimierskiego w obwodzie wołyńskim, liczy 266 mieszkańców.